# 中石镇
中石镇，是中华人民共和国四川省自贡市富顺县曾经下辖的一个镇。2019年9月撤销，其所属行政区域划归古佛镇管辖。

## 行政区划
中石镇撤销前下辖以下地区：
中兴场社区、千佛村、华福村、农光村、富强村、羊坪村、麻柳村、松林村、白花村和火车村。